# Elvin Jones
Elvin Ray Jones (9. september 1927 – 18. maj 2004 i Pontiac, Michigan, USA) var en amerikansk jazztrommeslager og bror til jazzmusikerne Hank Jones og Thad Jones. Han betragtes af mange jazzkendere som en af de største trommeslagere nogensinde.
Elvin Jones startede sin karriere som fast trommeslager i jazzklubben The Bluebird i Detroit, og spillede bl.a. med navne som Kenny Burrell og Tommy Flanagan. Han flyttede i 1956 til New York hvor han snart blev en del af John Coltranes kvartet med McCoy Tyner og Jimmy Garrison som faste medlemmer. Hans komplekse, polyrytmiske spillestil udviklede sig i denne periode kraftigt, og han blev en vigtig del af kvartettens særlige musikalske udtryk som det f.eks. høres på A Love Supreme. Senere dannede han egne grupper bl.a. med Jimmy Garrison og Joe Farrell,samt nogle af jazzmusikkens prominente navne. 
Elvin Jones var inspireret af trommeslagere som Art Blakey, Philly Joe Jones og Max Roach. Hans voldsomme dynamik, accentuering og frie rytmiske stil spændte dog mere mellem bop-stilen og den mere anarkistiske free jazz og avantgarden, videreført af arvtagere såsom Peter Erskine og Michael Carvin. 

## Diskografi
- Elvin Jones – Elvin
- Elvin Jones – And then Again
- Elvin Jones – Dear John C.
- Elvin Jones – Midnight Walk
- Elvin Jones – Putting it together
- Elvin Jones – The Ultimate
- Elvin Jones – Polycurrent
- Elvin Jones – Coalition
- Elvin Jones – Live at the Village Vanguard
- Elvin Jones – Genesis
- Elvin Jones – Mary go Round
- Elvin Jones – Is on the Mountain
- Elvin Jones – Live at the lighthouse
- Elvin Jones – The Main Force
- Elvin Jones – Live In Japan 1978 - vol. 1
- Elvin Jones - Live in Japan 1978 . vol. 2
- Elvin Jones – Remembrance
- Elvin Jones - Music Machine
- Elvin Jones - Hollow Out
- Elvin Jones – New Agenda
- Elvin Jones – Time Capsule
- Elvin Jones - Another Soil
- Elvin Jones - Moonflower
- Elvin Jones – Soul Trane
- Elvin Jones – Heart to Heart
- Elvin Jones – Earth Jones
- Elvin Jones – Brother John
- Elvin Jones – Mister Thunder
- Elvin Jones – Young Blood
- Elvin Jones – In Europe
- Elvin Jones – Going Home
- Elvin Jones – It Dont mean a Thing
- Elvin Jones - New Dawn

## Som Sideman
- Pepper Adams & Jimmy Knepper - Pepper/Knepper Quintet
- J.J. Johnson - J.J. Johnson Quintet
- Miles Davis – Blue Moods
- Stan Getz & Bill Evans - Stan Getz/Bill Evans
- Tommy Flanagan - Complete Overseas Sessions
- John Coltrane – My favourite Things
- John Coltrane - Coltrane Jazz
- John Coltrane – Ballads
- John coltrane – Crescent
- John Coltrane – Coltrane
- John Coltrane – Coltranes Sound
- John Coltrane – Oléo
- John Coltrane – African Brass
- John Coltrane - John Coltrane Quartet Plays
- John Coltrane - Live at the Village Vanguard
- John Coltrane - Live at Birdland
- John Coltrane – A Love Supreme
- John Coltrane - Om
- John Coltrane & Johnny Hartman
- Wayne Shorter – Speak no Evil
- Wayne Shorter – Ju Ju
- Wayne Shorter – Night Dreamer
- Mccoy Tyner – Passion Dance
- Roland Kirk – Rip Rig and the Panic
- Yusef Lateef - Into Something
- Larry Young - Unity
- Oregon - Oregon & Elvin Jones Together
- Lew Soloff - Yesterdays
- John McLaughlin - After the Rain